# 六次方數
在算术和代数中，一个数字的六次方（六次方數）是指六個相同的數字相乘後得到的結果。六次方數也可以是某個數字的平方數以及立方數。
n6 = n × n × n × n × n × n.
一个数字乘以它的五次方數、或者這個數字的平方数乘以它的四次方數可以得到它的六次方數。一個數字的平方数的立方數以及這個數字的立方數的平方数也是這個數字的六次方數。
以下為整數當中的六次方數：
0、 1、 64、 729、 4096、 15625、 46656、 117649、 262144、 531441、 1000000、 1771561、 2985984、 4826809、 7529536、 11390625、 16777216、 24137569、 34012224、 47045881、 64000000、 85766121、 113379904、 148035889、 191102976、 244140625、 308915776、 387420489、 481890304、 594823321、 729000000……（OEIS數列A001014）